# 渋沢雅英
渋沢 雅英（しぶさわ まさひで、旧字体：澁澤 雅󠄂英、1925年〈大正14年〉2月27日 - ）は、日本の著述家、教育者、渋沢家3代目当主（1963年10月25日-）、渋沢栄一記念財団初代理事長〈在任期間：1997年-2020年、現在は非常勤の相談役〉、一般財団法人MRAハウス理事（理事長も務めていた事もある）､日本外国語研究所元理事長、東京女学館元理事長。
父は渋沢敬三。祖父は渋沢篤二 。曾祖父は渋沢栄一（いずれも父方）。母方の曾祖父に岩崎弥太郎が、母方の祖父に木内重四郎がいる。微生物学者の服部黎子は妹。微生物学者の服部勉は義弟。渋沢裕と渋沢彰と渋沢芳昭は従弟。政治家の木内孝胤は親戚に当たる。
2023年1月に鮫島純子が死去したことにより生前の渋沢栄一と面識ある存命の子孫は雅英1人のみとなった（後述）。

## 来歴

### 幼少期・青年期
1925年2月27日、子爵・渋沢栄一の嫡孫・敬三と妻・登喜子（旧姓・木内）の長男としてイギリス・ロンドンで生まれる。敬三夫妻にとって初めての子であった。曽祖父の栄一から「雅英」という名を名付けられる。幼い頃は渋沢家の嫡男として曾祖父の栄一、祖父の篤二の愛情を受けて育ったという。余談であるが、登喜子の父（母方の祖父）は京都府知事木内重四郎。登喜子の祖父は実業家岩崎弥太郎。当時、高齢となっていた栄一の体調が思わしくないため雅英誕生直後に敬三一家は日本に帰国した。
1931年に、森村小学校に入学するものの、肋膜炎のため6年次を休学した。
第二次世界大戦中は武蔵高等学校在学中に応召、前橋陸軍予備士官学校に入学した。特別甲種幹部候補生の為、伍長からスタートであったという。在学中に東京大空襲を目撃。卒業後は2ヶ月あまりで終戦を迎え、陸軍少尉（通信兵）としてポツダム昇進し復員した。
終戦直後の1946年に東京大学農学部に入学。大学卒業後は様々な仕事に就く。
1951年、井上房子（タカラ坊経営者・井上米太郎の三女）と結婚した〈2017年に死別〉。その後房子夫人との間に一男一女の子供が誕生した。なお、房子との出会いは1949年のダンスパーティであった。

### 渋沢家当主として
1963年10月25日、父の渋沢敬三が死去したため、38歳で渋沢家3代目当主となる。以後はMRAハウスの活動と並行して渋沢家当主としての役目を務めた。
その後、海外の大学で教鞭を取って後、1994年からは曾祖父・栄一が創立した東京女学館の理事長及び12代館長も務めていた（2003年まで）。なお、理事長及び館長就任前の1987年に親戚の渋沢言忠（東京女学館理事）が死去したことに伴い理事や評議員に就任したため、理事長就任前から東京女学館に関わっていた。
また、渋沢栄一記念財団の初代理事長も務めていた（現在は非常勤の相談役）。現在も、渋沢家当主として、また生前の栄一を知る数少ない人物として様々な活動をしている。
2021年放送の曾祖父の栄一を主人公としたNHK大河ドラマ『青天を衝け』では12月26日放送の最終回では雅英本人が番組最後のミニ企画「青天を衝け紀行」に登場し、生前の栄一について述懐している他、自身の誕生場面や幼少期時代も作中で描かれている。
2023年1月に鮫島純子が死去したことにより、生前の栄一と実際に面識のある存命の子孫は雅英１人のみとなった。
2023年8月、渋沢一族を代表して栄一の生家・「中の家」の改修工事のイベントに娘・田鶴子と共に出席した。そのイベントの際に、雅英が6歳の時に死去した栄一のアンドロイドについて発言し、「とても（栄一に）似ていると思う。ちょっと圧迫されました」とコメントしている。

## 年譜
- 1925年（大正14年）、2月27日に子爵・渋沢栄一の嫡孫・渋沢敬三と妻・登喜子の長男としてイギリスロンドンにて誕生。曽祖父の栄一から「雅英」という名を名付けられる[2]。当時、高齢となっていた栄一の体調が思わしくないため同年、敬三一家は日本へ帰国。
- 1931年（昭和6年）、森村小学校に入学。同年、11月11日に曾祖父の栄一が死去（享年91歳）。これにより父の敬三が子爵を襲爵し渋沢子爵家当主となる。
- 1936年（昭和11年）、肋膜炎のため、森村小学校を1年休学。
- 1944年（昭和19年）10月[8]、武蔵高等学校在学中に応召し、特別甲種幹部候補生1期生として前橋陸軍予備士官学校に入学。
- 1945年（昭和20年）
  - 6月、卒業、見習士官。
  - 8月、陸軍少尉(通信兵)として復員する。
- 1946年（昭和21年）、東京大学農学部に入学する。
- 1947年（昭和22年）、華族制廃止。また、この頃に後に雅英の夫人となる井上房子と出会う。この年に父の敬三と母の登喜子が別居を始める。
- 1949年（昭和24年）、ダンスパーティーにてのちに妻となる井上房子と出会う。
- 1950年（昭和25年）、大学卒業。
- 1951年（昭和26年）4月、井上房子（タカラ坊経営者・井上米太郎の三女）と結婚[2]。
- 1952年（昭和27年）、3月5日に長女の田鶴子が誕生[2]。
- 1954年（昭和29年）、9月14日に長男の雅明が誕生[2]。
- 1963年（昭和38年）、10月25日に父の敬三が死去（享年67歳）。これにより雅英が家督を受け継ぎ渋沢家当主となる[2]。
- 1964年（昭和39年）、MRAハウス代表理事に就任。以降40年以上に渡り理事長を務めた。
- 1987年（昭和62年）、東京女学館理事を務めていた親戚の渋沢言忠が死去。言忠の妻・渋沢昭子の意向により、雅英が東京女学館理事及び評議員に就任した。
- 1994年（平成6年）、東京女学館館長及び理事長に就任。またこの年に母の登喜子が死去する（享年91歳）。
- 1997年（平成9年）、竜門社（現在の渋沢栄一記念財団）の理事長に就任。
- 2003年（平成15年）、雅英による東京女学館改革による意見の相違や、雅英が高齢になった事から東京女学館館長を退任。
- 2016年（平成28年）、2月20日に長男雅明がアメリカで死去（享年61歳）。
- 2017年（平成29年）、8月に66年連れ添った妻・房子が死去（享年88歳）。
- 2020年（令和2年）、高齢の為、渋沢栄一記念財団理事長を退任し、非常勤の相談役となる
- 2021年（令和3年）、大河ドラマ・「青天を衝け」にて自身の誕生場面や幼少期が描かれると共に雅英本人もミニ企画「青天を衝け紀行」に出演。
- 2023年（令和5年）、1月に鮫島純子（父敬三の従妹）が死去した事により[5]、生前の渋沢栄一と面識ある子孫は雅英1人のみとなった。
- 2023年（令和5年）8月、渋沢一族を代表して栄一の生家・「中の家」の改修工事のイベントに出席した。その際に、雅英が6歳の時に死去した栄一のアンドロイドについて発言し、「とても（栄一に）似ていると思う。ちょっと圧迫されました」とコメントしている。
- 2024年（令和6年）9月、翌年2月の誕生日で満100歳を迎えることを受けて、東京都内の長寿者を祝う事業の一環として都知事の小池百合子が青淵文庫で雅英と面会し、祝い状や記念品を贈呈した[9]。

## 人物
渋沢栄一の嫡孫・渋沢敬三の嫡男としてロンドンで生まれ、森村小学校、武蔵高等学校 (旧制)、前橋陸軍予備士官学校を卒業した。第二次世界大戦中は陸軍少尉として出征した。なお、肋膜炎のため、森村小学校を1年休学している（6年次）。
戦後、東京大学農学部卒業した。その後、米国でキリスト教系の道徳再武装（MRA）運動の関係者に出会った。妻房子の理解もあり東京食品を1年で退職し、米国でキリスト教系の道徳再武装（MRA）運動に専従した。帰国後は、雅英が私財を投じて建設したMRAアジアセンターの語学学校経営など同団体の活動を続け、1964年にはMRAハウス理事長に就任した。以後、MRAハウス理事長を40年以上に渡って務めた。また、100歳近くとなった現在でもMRAハウス理事としてMRA運動に従事している。
1994年から2003年までは曾祖父・渋沢栄一が設立に関わった東京女学館の理事長及び第12代館長を務めていた。なお、理事長就任前の1987年から理事及び評議員として東京女学館には関わっていた。なお、理事長時代には東京女学館における四年制大学移行など様々な改革を行った。
1997年から2020年まで、公益財団法人渋沢栄一記念財団初代理事長を務めた（現在は相談役）。また『父・渋沢敬三』や『太平洋にかける橋 渋沢栄一の生涯』など著書多数。
2023年1月の鮫島純子の死去により生前の栄一と面識ある存命子孫は雅英1人のみとなっている。

## 逸話
- 雅英が会社を退職し、MRA（道徳再武装）活動をする事に父の敬三は反対であった。しかし、妻の房子が敬三に雅英の考え、雅英の覚悟など、房子自身の雅英や、子供達の将来、渋沢家への思いを敬三に直接伝えたことで最終的に敬三は雅英がMRAに従事する事を許した[2]。また、後年敬三は雅英らによるMRAアジアセンター建設に力を貸した[2]。
- 戦後、母の登喜子が家を出た後、雅英と敬三の関係はかなり冷えきったものであったという[2]。しかし、雅英がMRAに従事してからは雅英は何かにつけ、敬三に相談するようになり次第に親子関係が良好になったという[2]。
- 先述の通り、戦後直後に母の登喜子が家を出たからの雅英と敬三の関係は冷え込んでいたため、1951年に雅英と妻の房子が結婚する際にも反対はしなかったが結婚に積極的に賛成する事はなかった[2]。
- 戦時中に陸軍の軍人として活動し、第二次大戦中に多くの戦友を失った雅英にとって戦後アメリカに占領された日本を見るのが辛いものがあった[2]。その鬱屈を晴らす為か無軌道な生活を送った[2]。しかし、友人の支えにより貿易会社に入社して以降は無軌道な生活を辞めた[2]。その後、精神的にも経済的にも安定した雅英は房子との結婚を決意した[2]。結婚後は財閥解体により土地と財閥を失った父の敬三の「ニコボツ」の象徴でもあった旧渋沢邸の崖下の納屋の横にある17坪の敷地に家を建て新婚生活を送った[2]。

## 著述家として
雅英は曾祖父の渋沢栄一や父・渋沢敬三などについてやその他家族や父方の渋沢家、母方の木内家の一族に関する著述をした本を数多く出版している。
菓子浩によると雅英が1970年に出版した『太平洋にかける橋 渋沢栄一の生涯』は大河ドラマ・「青天を衝け」の参考資料として用いられたという。（菓子は青天を衝けの制作統括)。また山本正　(日本国際交流センター理事長)（2012年死去）とも親しく交流しており、山本と共に太平洋情勢やMRA活動に関する本も出版している。また、得意の外国語を活かし、翻訳者としても活動している。

## NPO従事者として

### 日本でのMRA活動の中心人物として
雅英は道徳再武装（MRA）運動に従事する活動家であった。1964年には道徳再武装運動の中核組織となるMRAハウスの理事長（現在は理事となっている）に就任し道徳再武装運動の拡大にも尽力した。また東京麻布にあるMRAハウスの本部建設の際には雅英自身の私財を投げ打ち建設に尽力した。
また、父の敬三と共に小田原市にあったMRAアジアセンターの設立にも尽力した（MRAアジアセンターは2007年に閉館）。またMRAハウス理事長としてMRAアジアセンターの経営にも携わった。またMRA語学センターの設立、経営にも長らく携わった。また長女の田鶴子もMRAハウス評議員として道徳再武装（MRA）運動に従事している。

### 日本国際交流センター（JCIE）との関係
雅英はMRA運動だけではなく、山本正　(日本国際交流センター理事長)（2012年死去）らと共に日本国際交流センター（JCIE）の設立にも尽力し、所謂「民間交流」活動に尽力した。1970年の日本国際交流センター（JCIE）設立当時を知る数少ない存命人物として90代に至る今日でも活動を続けている。また、日本国際交流センター（JCIE）の設立50周年の時は設立に関わった人物として、設立当時を知る人物としてインタビューに応じている。また、日本でのNPO法人活動が珍しかった1950年代からNPO法人活動に関わっているため、「日本のNPO活動家の草分け的存在」と評される事がある。また、従兄弟違（従弟・芳昭の息子）である渋沢健もJCIEの活動に従事している。

## 教育者・雅英
渋沢栄一と面識のある唯一の存命子孫であるため「渋沢栄一の語り部」としてや渋沢家当主という印象が強い雅英ではあるが、実は教育者としての一面も持つ。アラスカ大学、ポートランド州立大学などで教鞭を取った。
その後、1994年から東京女学館で理事長及び館長を務めた。東京女学館大学（4年制大学）設立時の理事長及び館長であり東京女学館における4年制大学設立などに尽力した。また東京女学館の内部改革にも尽力した。また生徒の悩みにも親身に相談に乗る教育者だという。なお、1987年から東京女学館の評議員及び理事として東京女学館に関わっていた。
また曽祖父の渋沢栄一が設立した「女子教育奨励会」をNPO法人として2001年に復活させるなどの活動もしていた。

## 家族・系譜

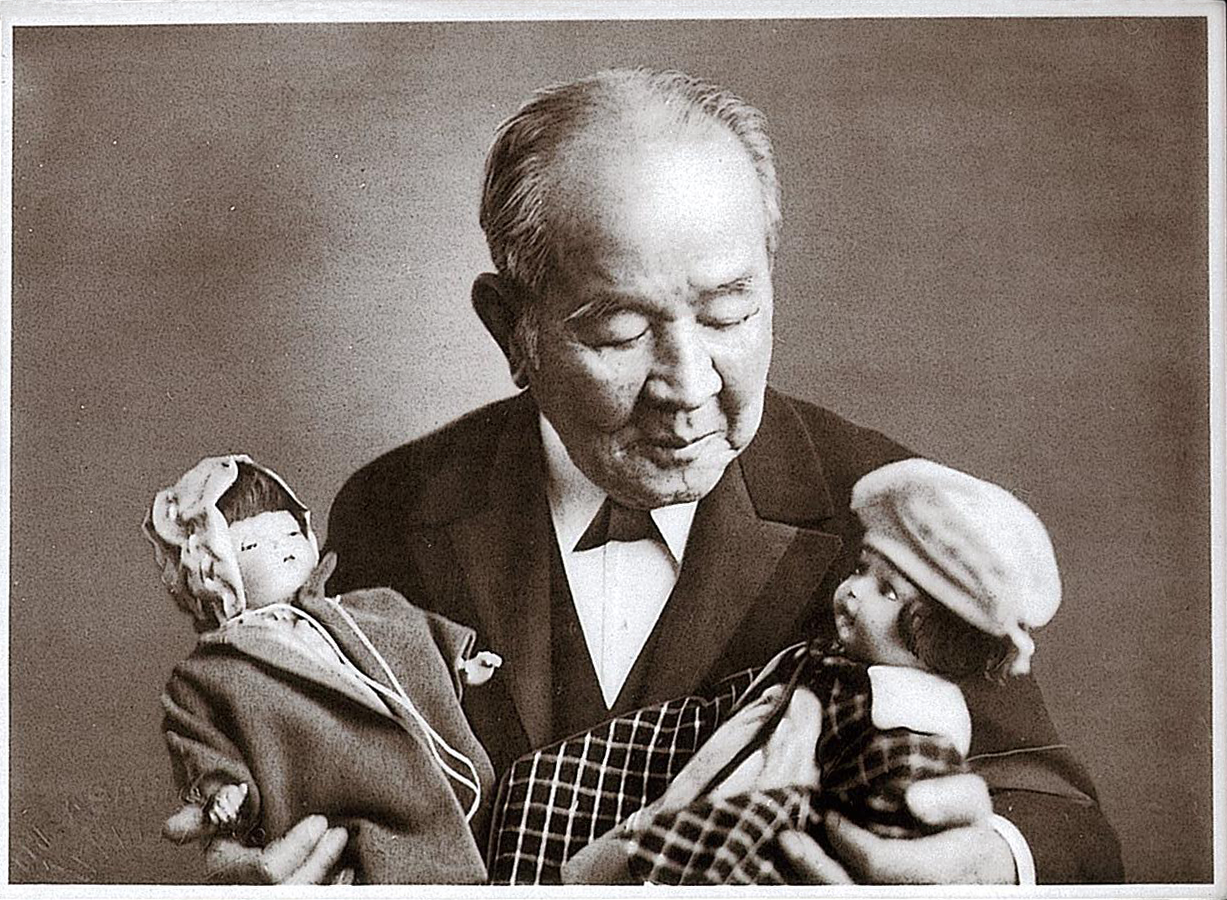
父方曾祖父の渋沢栄一。

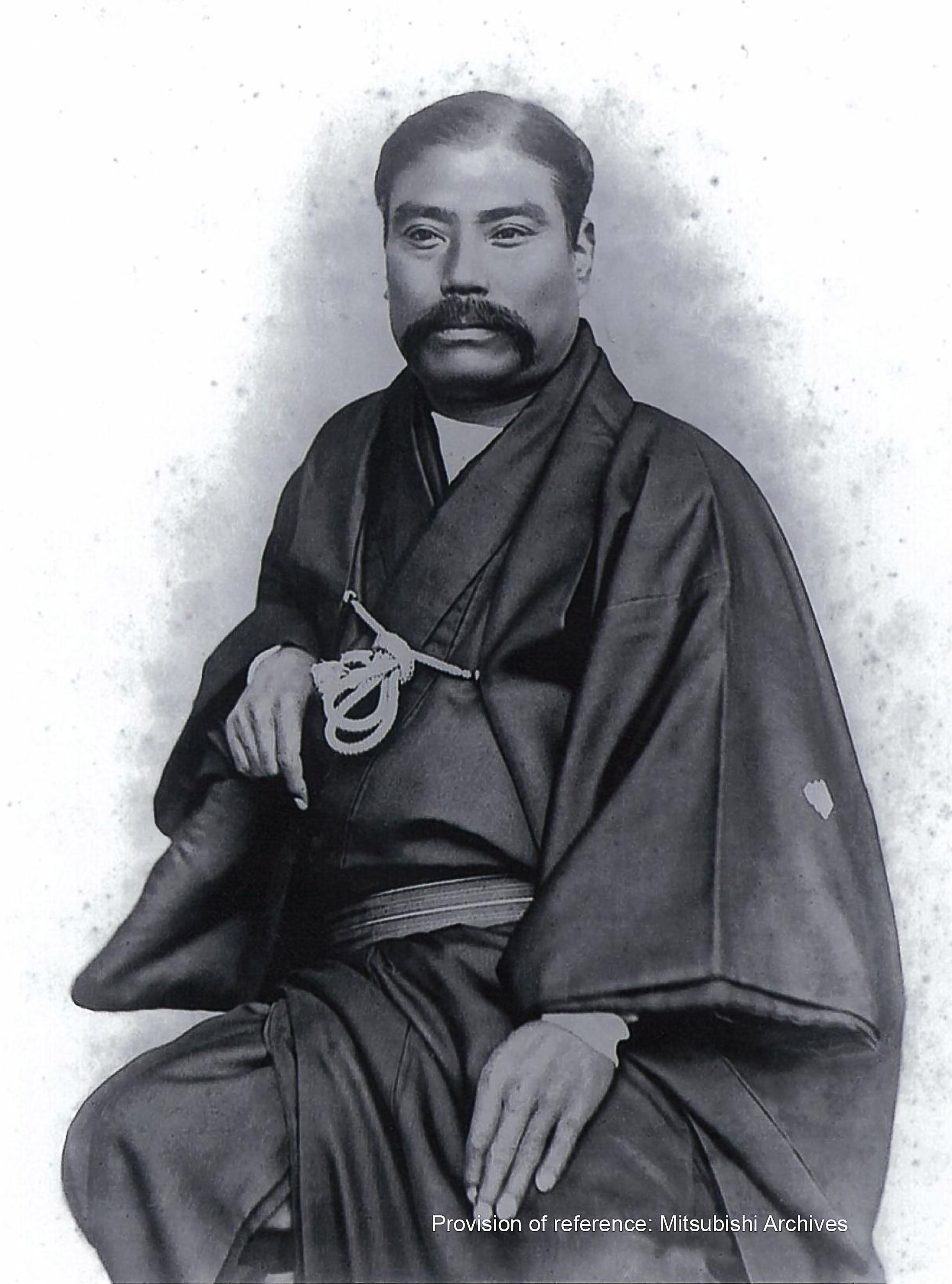
母方曾祖父の岩崎弥太郎

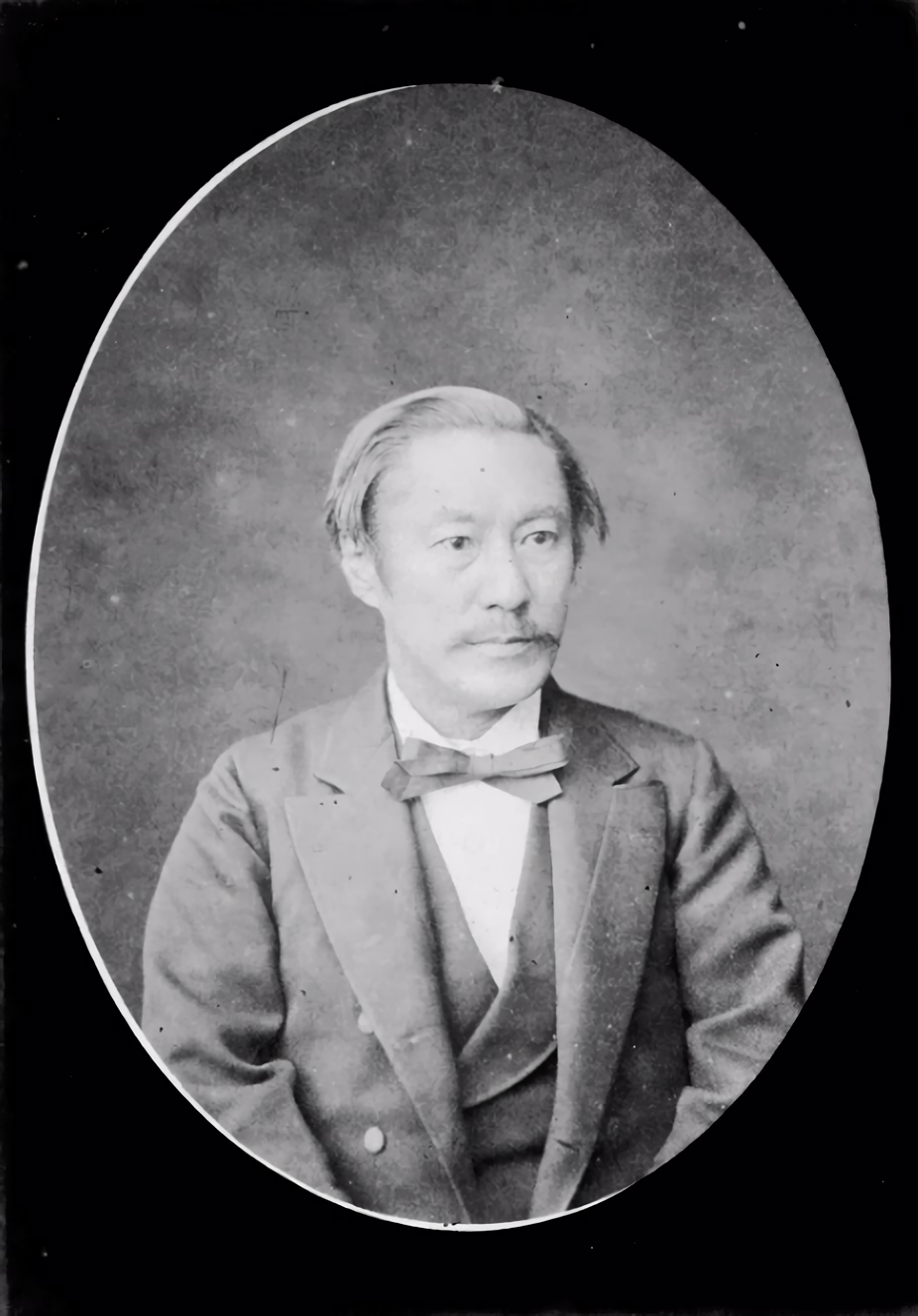
曾祖父の橋本実梁。

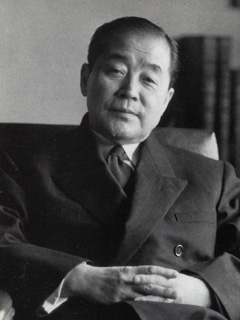
父の渋沢敬三。

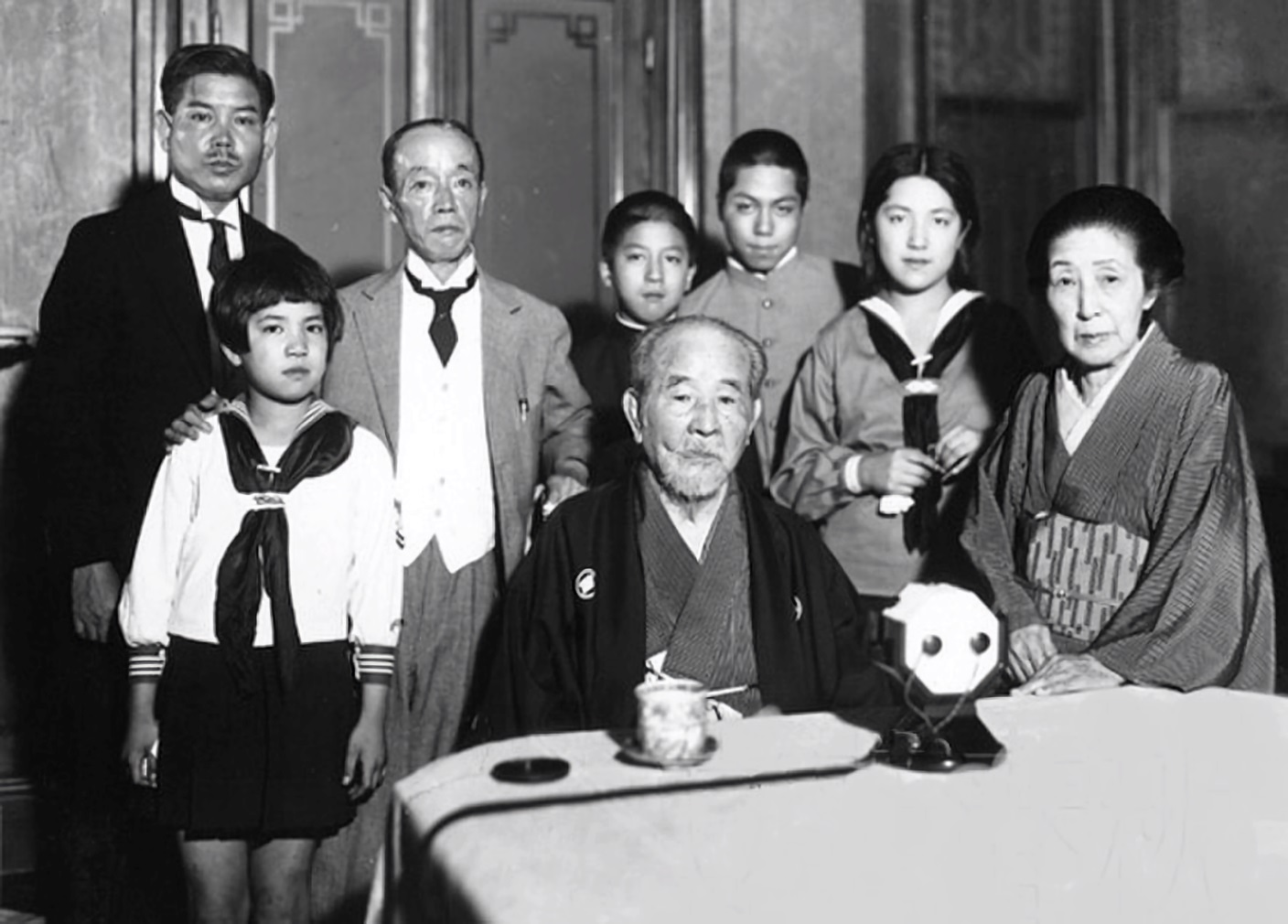
祖父・渋沢篤二。

### 渋沢宗家（旧子爵家）
- 曾祖父・栄一（1840年 - 1931年、子爵、第一銀行頭取、東京市養育院長） - 住所は東京市深川区福住町から、日本橋区兜町、東京府北豊島郡滝野川町西ケ原。
- 曾祖母・千代（1841年 - 1882年、尾高惇忠の妹、栄一の従妹）- 栄一同郷幼馴染み、祖父・篤二の実母。
- 祖母・敦子（1880年 - 1943年、伯爵・橋本実梁の娘で、橋本実頴の妹） - 夫篤二の廃嫡が正式に決まった直後に敬三ら3人の子供を連れて三田綱町の屋敷を出て、数年間にわたり本郷西方町、高輪車町、駒込神明町などの小さな借家を転々とする。
- 祖父・篤二
明治5年（1872年）生 - 1932年（昭和7年）10月没。
栄一・千代夫妻の長男。10歳で母・千代を亡くし、父・栄一が再婚したため、姉の穂積歌子、陳重夫婦に養育される。1886年、14歳で龍門社社長となり『龍門雑誌』刊行開始。1892年、20歳で第五高等学校中退、栄一に謹慎を命じられたのち、1895年、23歳で結婚、翌1896年、敬三誕生。翌1897年、栄一により渋沢家直轄事業として澁澤倉庫部が設立され、倉庫部長に就任（のち取締役会長）。1899年、義兄穂積陳重の渡欧に随行、各国を歴訪し帰国後、第一銀行に勤務<。趣味多く、写真撮影、常磐津、都都逸なども玄人はだしの才人で、1911年には新聞に新橋芸者・玉蝶（本名・岩本イト、1887年 - 1955年）との仲が報じられる。敬三が18歳となった1913年に栄一の決定により篤二を廃嫡とし、篤二長男の敬三を嫡孫とした。
- 父・敬三（1896年 - 1963年、子爵、渋沢同族社長。澁澤倉庫取締役、第一銀行副頭取、日本銀行総裁、大蔵大臣） - 東京市深川福住町生まれ。
- 叔父・信雄（1898年 - 1967年、福本書院、独逸書輸入書籍商、澁澤倉庫監査役）- 東京市深川福住町生まれ。
- 叔父・智雄（1901年 - 1947年、澁澤倉庫常務取締役）- 東京市深川福住町生まれ。
- 妻・房子（1929年-2017年）。1951年に雅英と結婚し、一男一女を設ける。2017年8月、満88歳で死去した。
- 長女・田鶴子（1952年- ）[10]。渋沢栄一記念財団理事、MRAハウス評議員。
- 長男・雅明（1954年-2016年）[10]。

### 別家・親戚
- 澁澤健
- 渋沢寿一
- 穂積重遠
- 渋沢信雄
- 渋沢智雄
- 渋沢秀雄
- 阪谷希一
- 穂積重行
- 阪谷芳直
- 木内孝胤
- 服部勉
- 明石照男（第一銀行頭取）

## 著書・編著
- 『革命のデザイン 新しい世界への歩み』角川書店, 1965年
- 『革命のデザイン 東京から北京へ』春秋社, 1966年
- 『父・渋沢敬三』実業之日本社, 1966年
- 『太平洋にかける橋 渋沢栄一の生涯』読売新聞社, 1970年 復刻版. 不二出版, 2017.8
- 『日本はアジアか 変革の航路を求めて』サイマル出版会, 1985年
- 『歴史的視野の中の渋沢栄一』渋沢栄一記念財団, 2008年
- 『岩崎弥太郎と渋沢栄一』渋沢栄一記念財団, 2010年
- 『渋沢雅英氏オーラルヒストリー』渋沢栄一記念財団渋沢史料館, 2012年

### 共編著
- 『東南アジアの日本批判 <シンポジウム>アジア共同体を考える』斎藤志郎共編. サイマル出版会, 1974年
- 『太平洋アジア 危険と希望』ブライアン・ブリジェス, ザカリア・ハジ・アハマド共著, 渋沢雅英 訳. サイマル出版会, 1991年
- 渋沢登喜子『遥かな国遠い昔 遺稿』編著. 創栄出版, 1994年
- 『シヴィル・ソサエティ論 新しい国づくりを目指して 慶應義塾大学法学部渋沢栄一記念財団寄附講座』山本正,小林良彰共編. 慶應義塾大学出版会, 2005年
- 『政治改革とシヴィル・ソサエティ 慶應義塾大学法学部渋沢栄一記念財団寄附講座』山本正,河野武司共編. 慶應義塾大学出版会, 2006年
- 『東アジアにおけるシヴィル・ソサエティの役割 慶應義塾大学法学部渋沢栄一記念財団寄附講座』山本正,小此木政夫,国分良成共編. 慶應義塾大学出版会, 2007年
- 『日本の世界貢献とシヴィル・ソサエティ 慶應義塾大学法学部渋沢栄一記念財団寄附講座』山本正,添谷芳秀共編. 慶應義塾大学出版会, 2008年
- 『地球的課題と個人の役割 シヴィル・ソサエティ論総括編 (慶應義塾大学法学部渋沢栄一記念財団寄附講座)』山本正,国分良成,細谷雄一,西野純也共編. 慶應義塾大学出版会, 2009年

### 翻訳
- タウフィック・アブドゥラ編『真実のインドネシア 建国の指導者たち』土屋健治共訳. サイマル出版会, 1979年
- チャールス・E.モリソン『東南アジア五つの国 その生存戦略』サイマル出版会, 1981年

## 登場作品
- テレビドラマ
  - 『青天を衝け』（2021年、NHK大河ドラマ、演：黒岩紘翔）